# 科尔费利切
科尔费利切（義大利語：Colfelice），是意大利弗罗西诺内省的一个市镇。总面积14.21平方公里，人口1864人，人口密度131.2人/平方公里（2009年）。ISTAT代码为060027。